# یانوش

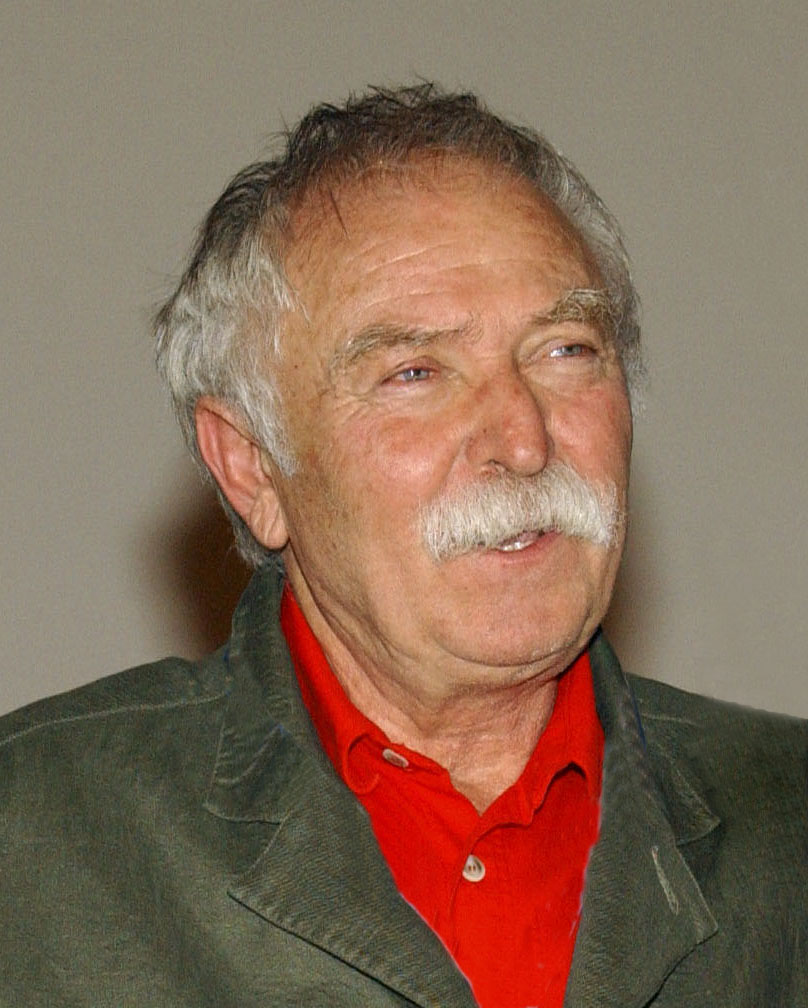
یانوش در جایزه Poetentaler در سال ۲۰۰۲

هورست اکرت با نام مستعار یانوش (۱۱ مارس ۱۹۳۱ در هیندنبورگ، سیلسیا بالا) تصویرگر، نویسنده و نویسنده کتاب کودکان آلمانی است. او در تنریف زندگی می‌کند. یانوش بیشتر به خاطر داستان‌های مصور کودکانه مانند اوه، چقدر زیباست پاناما، پست برای ببر و حال شما را خوب می‌کنم، که برخی از آنها به عنوان ساعت رؤیایی یانوش فیلمبرداری شده‌است، شناخته می‌شود. او همچنین مبتکر اردک ببر است. او همچنین تعدادی کتاب برای بزرگسالان نوشته‌است.

## زندگی
پدر یانوش الکلی و نسبت به خانواده‌اش خشن بود. یانوش با پدربزرگ و مادربزرگش در یک شهرک معدن بزرگ شد تا اینکه والدینش توانستند هزینه آپارتمان خود را بپردازند. در ۱۳ سالگی به یرقان مبتلا شد که با مشروب خانگی «درمان» شد. او یکی از اعضای «گروه جوانان یسوعی» جماعت ماریان بود. در سال ۱۹۴۴ به عنوان یک آهنگر کارآموزی کرد و در یک فروشگاه قفل سازی کار کرد ("بهترین و مهمترین زمان زندگی من، زیرا مهمترین جمله زندگی ام را آموختم: "هیچ چیز غیرممکن نیست.'").
پس از پایان جنگ جهانی دوم و بازگشت پدرش در سال ۱۹۴۶، والدینش با او به آلمان غربی گریختند. در همان سال، مقامات لهستانی به خانواده شهروندی لهستانی اعطا کردند و اخطاریه مربوطه را به آدرس منزلشان (اکنون ul. Kowalska 11a)، اما نامه به موقع برای فرار به دست او نرسید. یانوش به مدت ۱۵ سال در باد تسویشنان زندگی کرد و در آنجا در کارخانه‌های نساجی کار کرد و در مدرسه نساجی و Werkkunstschule Krefeld تحصیل کرد و در آنجا با گرهارد کادو، شاگرد پل کلی، دوره طراحی الگو را گذراند.
پس از اقامت در پاریس، در سال ۱۹۵۳ به مونیخ نقل مکان کرد، جایی که در آکادمی هنرهای زیبا نزد ارنست گیتلینگر و دیگران تحصیل کرد، اما مجبور شد پس از چند ترم آزمایشی به دلیل «عدم استعداد» تحصیلات خود را در رشته هنر قطع کند. او با رومانو گواردینی به مدت طولانی «مسیحیت کاتولیک» را مطالعه کرد. سپس به عنوان یک هنرمند آزاد مشغول به کار شد. در سال ۱۹۵۶ به‌عنوان نویسنده در فِلتون شروع به کار کرد. یکی از دوستان به او توصیه کرد که از نقاشی‌هایش کتابی برای کودکان بسازد و ناشرش گئورگ لنتز خود را «یانوش» بنامد. در سال ۱۹۶۰ اولین کتاب کودک او، داستان والک اسب، توسط ناشری که با او دوست بود منتشر شد، و در سال ۱۹۷۰ اولین رمان او ، Cholonek یا Der Liebe Gott aus Lehm.
در سال ۱۹۸۰، یانوش در ابتدا برای بهبودی از یک بیماری، به خانه‌ای در کوه‌های تنریف نقل مکان کرد، اما به زودی آن را به خانه دائمی خود تبدیل کرد. یانوش در مصاحبه ای وقتی از او پرسیده شد که چرا تمایلی به مصاحبه ندارد، پاسخ داد: «من واقعاً مبتلا به اوتیسم هستم. ترجیح می‌دهم نامرئی باشم.

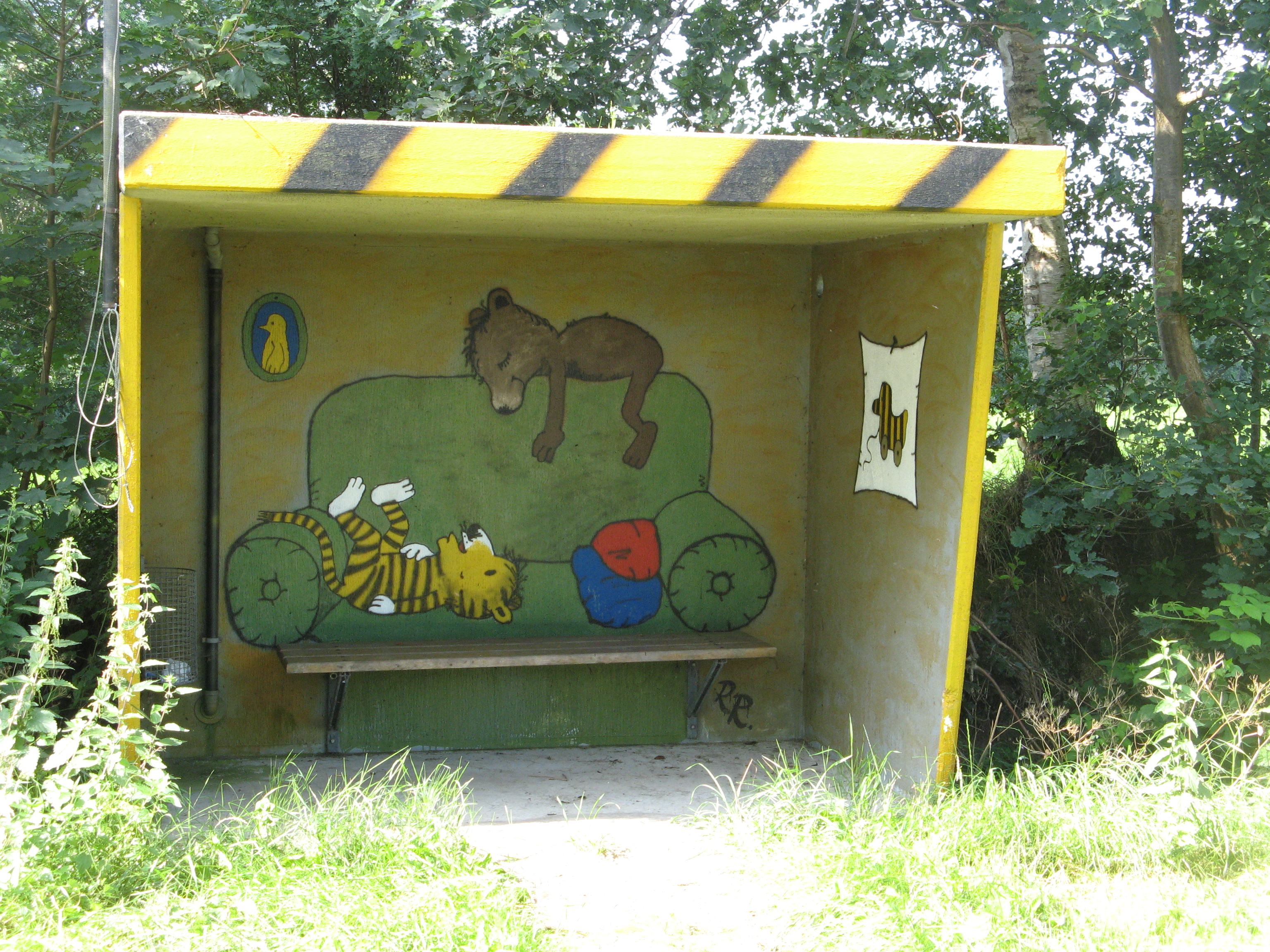
ایستگاه اتوبوس با چهره‌های یانوش در بونسو

برخی از معروف‌ترین شخصیت‌های او Schnuddel یا Tigerente هستند که همراه با ببر و خرس در پست برای ببر ظاهر شد، اوه، پاناما چقدر زیباست (فیلمبرداری شده با همین عنوان) و من شما را سالم می‌کنم. با این حال، یانوش نه تنها نقاشی می‌کند و کتاب‌های کودکان می‌نویسد. او در کتاب‌های بزرگسالان خود، از جمله، تجربیات دوران کودکی‌اش را پردازش می‌کند. رد دینداری خداپسندانه، تأیید روابط خانوادگی، دوستی و پرسش از معنای زندگی همیشه برای او مطرح است.
در سال‌های ۱۹۸۵ و ۱۹۸۹ داستان‌های او به عنوان ساعت رؤیایی یانوش برای تلویزیون تولید شد. یانوش قبلاً مالک اکثریت Janosch AG (Janosch film & medien AG) بود. او سهام را به جای قیمت توافقی در اختیار گرفت و به بانکی که وابسته به AG بود فروخت.
کتاب زندگی‌نامه او «دفتر خاطرات یک بدعتگذار پارسا» هنوز توسط ناشری منتشر نشده‌است. با این حال، فصل اول به لهستانی ترجمه و در بزرگ‌ترین روزنامه لهستانی گازتا ویبورچا در سال ۲۰۰۵، پس از بازدید نویسنده از سیلسیا علیا منتشر شد. یانوش در فصلی از زندگی‌نامه‌اش که در لهستان منتشر شد، به‌طور انتقادی با خانواده محافظه‌کار سیلسیایی خود تسویه حساب می‌کند. یانوش در این زمینه گفت: «کاتولیک به دنیا آمدن بزرگ‌ترین حادثه زندگی من است» حتی با وجود اینکه خانواده او مذهبی خاصی نداشتند.
در سال ۲۰۰۵ نیز به زادگاهش (زبرزه) سفر کرد و حتی به فکر انتقال محل سکونت خود به آنجا بود که نشد. او در مصاحبه با مطبوعات لهستانی بارها به روابط خود با سیلسیا و لهستان اشاره کرد. او گفت: "من خودم را سیلزیایی می‌دانم، این ملیت من است، این دین من است". و همچنین: "من همچنین احساس می‌کنم یک قطبی هستم. در خانواده من فقط اسم اکرت آلمانی است. پدربزرگ و مادربزرگ دیگر من Piecha, Morawiec, Głodny نام داشتند. به گفته یانوش، با این حال، او فقط «کمی» لهستانی صحبت می‌کند.
یانوش اکنون عضو هیئت مشورتی بنیاد جووردانو برونو است، که برای آن کاریکاتورهای طنز انتقادی از کلیسا می‌کشد. او همچنین از حامیان «کمپین گنجشک» بنیاد حیات وحش آلمان است. او به عنوان دلیل تعهد خود عنوان می‌کند که باید بدهی خود را به طریق خاصی جبران کند، زیرا پدرش صیاد پرنده بوده‌است. او همچنین متعهد به کلینیک مراقبت‌های بعدی در تانهایم است.
در ۱۶ آوریل ۲۰۱۰، یانوش به عنوان بخشی از نمایشگاهی از آثارش اعلام کرد که دیگر نمی‌خواهد کتاب بنویسد. او از این به بعد فقط می‌خواهد «سفر کند و در بانوج دراز بکشد» و به هر حال خود را بی‌استعداد می‌داند.
در ۲۵ ام ژوئیه ۲۰۱۳، ZEITmagazin «بازگشت» خود را با یک مقاله هفتگی برای مجله اعلام کرد. به قول یانوش، این نقاشی‌ها «دربارهٔ من: واندراک، سوپراستار جدید» است. حوالی ۲۱ ام نوامبر ۲۰۱۹ آخرین مشارکت او در آنجا منتشر شد: «آقای یانوش، چگونه خداحافظی می‌کنید؟
یانوش در سال ۲۰۱۳ با شریک قدیمی خود اینس ازدواج کرد. این زوج فرزندی ندارند.

## کارها
یانوش تا به امروز بیش از ۱۵۰ کتاب منتشر کرده‌است که برخی از آنها به بیش از ۳۰ زبان ترجمه شده‌اند

## نمایشگاه‌ها
- گالری آگوستین، وین، آ یانوش. برای تولد ۹۰ سالگی، ۱۱. مارس - ۱۰ آوریل ۲۰۲۱
- موزه کاریکاتور کرمز، آ، آقا واندراک فون یانوش، ۲۱. فوریه ۲۰۲۱ تا ۳۰. ژانویه 2022[۱۷]

## جوایز
- ۱۹۷۵: جایزه ادبی شهر مونیخ
- ۱۹۷۹: جایزه توکان

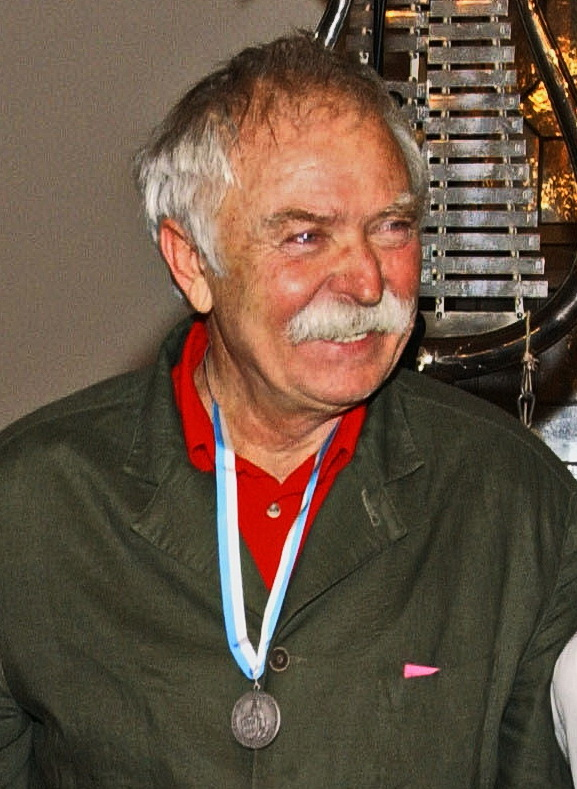
یانوش با تالر شاعر باواریایی، ۲۰۰۲

- ۱۹۷۹: Deutscher Jugendbuchpreis Bilderbuch (برای اوه، پاناما چقدر زیباست)
- ۱۹۷۹: ۲× پلاک دوسالانه تصویرسازی براتیسلاوا (برای موش جوراب‌های قرمز قرمز پوشیده است)
- 1980: Prix Jeunesse Munich (برای اوه، پاناما چقدر زیباست در نمایش با موش)
- ۱۹۸۱: جایزه دانوب، براتیسلاوا: جایزه اصلی فیلم انیمیشن (برای بیا، گنجی را در نمایش با موش پیدا کردیم)
- ۱۹۸۳ و ۱۹۸۷: ۲× براش نقره ای (برای زندگی حیوانات. خرس گفت من تو را خوب می‌کنم)
- ۱۹۸۴: زیلورن گریفل (برای پست برای ببر)
- ۱۹۸۴: جشنواره جهانی تلویزیون بنف: جایزه ویژه هیئت داوران (برای پست برای ببر در نمایش با موش)
- ۱۹۸۷: جایزه افتخاری Bologna Ragazzi (برای کتاب‌های جیبی)
- ۱۹۹۲: جایزه آندریاس گریفیوس (برای رمان‌هایش)
- ۱۹۹۳: فدرال صلیب شایستگی ۱ کلاس[۱۸]
- ۱۹۹۶: ذره بین Morenhoven
- ۱۹۹۹: جایزه فرهنگ سیلزی از ایالت نیدرزاکسن
- ۱۹۹۹: نشان مانوئل آمادور گوئررو
- ۲۰۰۲: شاعر باواریایی تالر
- ۲۰۰۳: قهرمان DVD: جایزه خلاق

## افتخارات
- با روز اول ۱. در ۱ مارس ۲۰۱۳، Deutsche Post AG دو تمبر پستی به ارزش‌های ۴۵ و ۵۸ یورو با نقوش یک قایق بادبانی و عید پاک توسط Janoshch منتشر کرد. علامت‌های پست ویژه نیز نقوشی از این نقاشی‌های یانوش را نشان می‌دهد. طراحی از Grit Fiedler از لایپزیگ گرفته شده‌است.
- "مدرسه ابتدایی آگوستفن " در شهرداری آپن در ناحیه آمرلند در نیدرزاکسن، عنوان "دبستان یانوش-آگوستفن" را دارد. یانوش به مدت یک سال در مدرسه شاگرد بود. او به ما گفت که سال بسیار خوبی را در آگوستفهن گذرانده‌است. او روزهای مدرسه اش را در اینجا به خوبی به یاد می‌آورد.[۱۹]

## ادبیات
- یورگ مرک و یانوش: سخت صحبت کن، آقای یانوش. دنیای جدید، Langenpreising 2007، ISBN 978-3-937957-97-5.
- Theo Rommerskirchen: Janosch. در: viva signature si! Remagen-Rolandseck, Rommerskirchen 2005, ISBN 3-926943-85-8.
- آنجلا باجورک: هر کسی که تقریباً به هیچ چیز نیاز ندارد همه چیز دارد. یانوش - بیوگرافی. ترجمه از لهستانی و تکمیل شده برای چاپ آلمانی توسط Paulina Schulz. اولشتاین، برلین ۲۰۱۶، ISBN 978-3-550-08125-5.
- آنا استمن: از افسانه‌ها، کمیک‌ها و افسانه‌ها. خطوط دیاکرونیک توسعه در جهان‌های تصویری یانوش. در: اوته دتمار، کلودیا ماریا پچر، مارتین آنکر (ویرایشگران): تصاویر «کلاسیک». Schneider Verlag Hohengehren, Baltmannsweiler 2019, ISBN 978-3-8340-1964-6, pp. 239-252.
- جایی که من هستم پاناما است. سفر زندگی آقای یانوش (D 2011 به کارگردانی یواخیم لانگ)
- بله خوب است، نه خوب است (D 2009 به کارگردانی یواخیم لانگ)

## لینک‌های وب
- آثار نوشته‌شده یا دربارهٔ یانوش در برگه‌دان کتابخانهٔ ملی آلمان
- آثار و اطلاعات یانوش در Deutsche Digitale Bibliothek (German Digital Library)
- Janosch im Literaturportal Bayern (Projekt der Bayerischen Staatsbibliothek)